# Erwin Georg Keilholz
Erwin Georg Keilholz (* 20. April 1930 in Bamberg; † 19. Mai 2001 in Ebermannstadt) war ein deutscher Lehrer und Politiker (CSU).
Keilholz studierte nach seinem 1949 bestandenen Abitur Mathematik und Physik in Bamberg, doch wechselte bald in einen pädagogischen Lehrgang. Nachdem er einige Prüfungen für das Lehramt ablegte, wurde er im Volksschuldienst im Landkreis Ebermannstadt eingesetzt. Nach einer Ausbildung zum Mittelschullehrer in München begann er 1956 an der Mittelschule Coburg, 1958 wechselte er zur Realschule Forchheim. 1969 wurde er Stellvertreter des Leiters der Realschule Herzogenaurach. 1974 wechselte er zur Realschule Ebermannstadt.
Keilholz war zunächst Bildungsreferent der Jungen Union und danach von 1958 bis 1972 Vorsitzender der CSU im Kreisverband Ebermannstadt. 1960 wurde er dort in den Kreistag gewählt, von 1960 bis 1972 war er Stellvertreter des Landrats. Nach der Kreisreform zog er in den Kreistag von Forchheim ein. Von 1974 bis 1978 saß er zudem im Bayerischen Landtag.